# Sigrid Wille
Sigrid Wille (Wangen im Allgäu, 2 novembre 1969) è un'ex fondista tedesca.

## Biografia
In Coppa del Mondo ottenne il primo risultato di rilievo l'8 dicembre 1990 a Tauplitzalm (13ª) e come miglior piazzamento un quarto posto.
In carriera prese parte a un'edizione dei Giochi olimpici invernali, Nagano 1998 (38ª nella 5 km, 28ª nella 15 km, 54ª nell'inseguimento), e a tre dei Campionati mondiali, vincendo una medaglia.

## Palmarès

### Mondiali
- 1 medaglia:
  - 1 bronzo (staffetta[1]  a Ramsau am Dachstein 1999)

### Coppa del Mondo
- Miglior piazzamento in classifica generale: 17ª nel 1991